# Escape Artists
Escape Artists Productions, LLC, более известная как Escape Artists, — американская независимо финансируемая кино- и телекомпания, которая заключила сделка с Sony Pictures Entertainment, возглавляемая партнерами Стивом Тишем, Тоддом Блэком, Джейсоном Блюменталем и Дэвидом Блумфилдом.
Производственный офис компании расположен в здании Астер на участке Sony Pictures Studios в Калвер-Сити, Калифорния.

## История
В 2000 году компания The Steve Tisch Company  объединилась с компанией Black & Blu, чтобы сформировать Escape Artists. Первоначально это была компания по финансированию фильмов, заключившая сделку с Columbia Pictures и другими международными компаниями.
Первым фильмом, снятым Escape Artists, был «История рыцаря» с Хитом Леджером в главной роли. Осенью 2005 года Escape Artists выпустила «Синоптик» режиссёра Гора Вербински, в главных ролях Николас Кейдж и Майкл Кейн. Их следующий фильм, «В погоне за счастьем» режиссёра Габриэле Муччино и с Уиллом Смитом в главной роли, вышел в декабре 2006 года и заработал более 300 миллионов долларов на мировых продажах билетов, а также получил номинации за лучшую мужскую роль на премиях «Оскар» и «Золотой глобус». «Семь жизней», ещё один фильм режиссера Габриэле Муччино с Уиллом Смитом в главной роли, вышел в декабре 2008 года. В 2009 году Escape Artists выпустила триллер «Знамение» с Николасом Кейджем в главной роли и «Опасные пассажиры поезда 123», снятый Тони Скотт, в главных ролях Дензел Вашингтон и Джон Траволта. Escape Artists сняла фильм «1+1: Голливудская история», режиссёром которого был Нил Бургер, в главной роли снялся Кевин Харт. Он был выпущен 11 января 2019 года в США компаниями STX Entertainment и Lantern Entertainment. Escape Artists спродюсировали все три экранизации «Уравнитель», самым последним из которых является фильм 2023 года «Великий уравнитель 3». Во всех трёх фильмах снялся Дензел Вашингтон.
В феврале 2013 года 12-летний ветеран Дэвид Блумфилд был повышен до партнёра Escape Artists. В октябре 2014 года компания заключила соглашение с правом первоочередного приобретения с FX Productions. В августе 2019 года MGM Television подписала соглашение с Escape Artists.